# Novopsocus

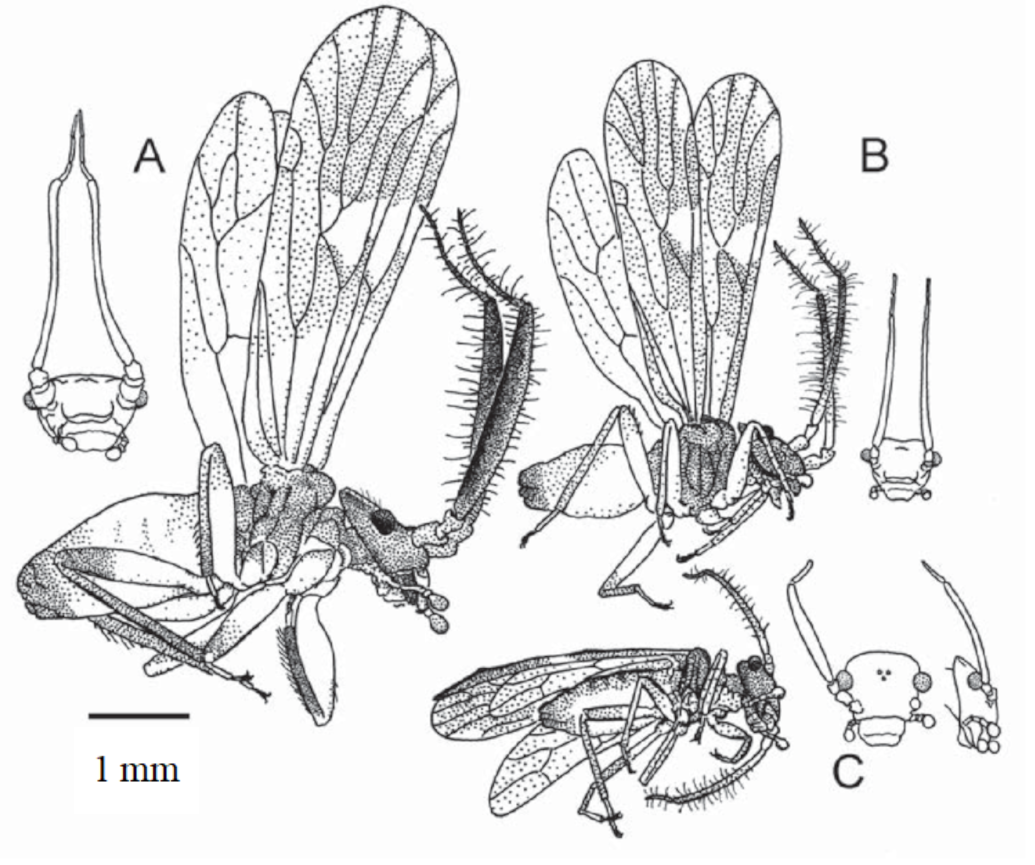
Las tres especies del género Novopsocus. A. N. magnus, B. N. stenopterus, C. N. caeciliae.

Novopsocus es un género de insectos de la familia Pseudocaeciliidae, que incluía una especie endémica de Nueva Guinea al tiempo de su creación, y tiene tres especies desde 2008. El género se caracteriza por una cabeza plana con un vértice afilado, alas angostas en forma de correa y antenas con un tercer segmento amplio y aplanado en los machos de dos especies.